# Mietwagen mit Fahrer (Deutschland)
Unter einem Mietwagen mit Fahrer (in Deutschland auch Personenmietwagen gemäß PBefG), umgangssprachlich auch Minicar, versteht man ein Fahrzeug, das mit Fahrer gemietet wird – im Gegensatz zu Selbstfahrervermietfahrzeugen von Autovermietungen.

## Rechtliche Situation
Ein Verkehr mit Mietwagen ist nach § 49 Abs. 4 PBefG dadurch charakterisiert, dass
- eine Personenbeförderung mit Personenkraftwagen (Pkw) durchgeführt wird,
- dabei der Personenkraftwagen nur „im Ganzen“ gemietet sein darf,
- der zugehörige Beförderungsauftrag am Betriebssitz oder in der Wohnung des Unternehmers entgegengenommen wurde,
- damit Fahrten durchgeführt werden, deren Zweck, Ziel und Ablauf der Fahrgast bestimmt und
- die nicht Taxiverkehr sind.

Der Mietwagen ist im Gegensatz zum Taxi kein öffentliches Verkehrsmittel. Zur Abgrenzung von diesem – und zum Schutz des Taxigewerbes – hat der Gesetzgeber 1983 dem Mietwagenverkehr einige besondere Verpflichtungen auferlegt:
- Nach Ausführung des Beförderungsauftrages, der grundsätzlich nur am Betriebssitz oder der Wohnung des Unternehmers entgegengenommen werden darf, hat der Mietwagen unverzüglich zum Betriebssitz zurückzukehren, es sei denn, er hat vor der Fahrt von seinem Betriebssitz oder der Wohnung des Unternehmers oder während der Fahrt durch Funk einen neuen Beförderungsauftrag erhalten. Hier spricht man von der Rückkehrpflicht des Mietwagens. Dies bedeutet, dass der Mietwagen nicht entfernt des Betriebssitzes auf eingehende Funkaufträge warten darf. Auch darf er keine Passanten auf Ansprache oder Winken hin aufnehmen.
- Den Eingang des Beförderungsauftrages am Betriebssitz oder in der Wohnung hat der Mietwagenunternehmer buchmäßig zu erfassen und die Aufzeichnung ein Jahr aufzubewahren. Hier spricht man von der Aufzeichnungspflicht im Mietwagenverkehr.

Im Unterschied zum Taxi darf der Mietwagen in Deutschland nur „im Ganzen“ angemietet werden, das heißt, eine sitzplatzweise Vermietung ist ausgeschlossen.
Die Fahrer von Mietwagen benötigen wie die Taxifahrer eine Fahrerlaubnis zur Fahrgastbeförderung, die in aller Regel von den Ordnungsämtern nach einer amtsärztlichen Gesundheitsprüfung (auf geistige und körperliche Eignung sowie insbesondere einem guten Sehvermögen) ausgegeben werden. Weiterhin muss der Bewerber um diesen besonderen Führerschein die für das Führen des Fahrzeuges erforderliche normale Fahrerlaubnis („Klasse B“) seit mindestens zwei Jahren besitzen, mindestens das 21. Lebensjahr vollendet haben sowie die Gewähr bieten, dass er der besonderen Verantwortung bei der Beförderung von Fahrgästen gerecht wird. Die Fahrerlaubnis zur Fahrgastbeförderung mit Mietwagen wird höchstens auf die Dauer von fünf Jahren ausgegeben und kann danach jeweils für bis zu fünf weitere Jahre verlängert werden, wenn die Voraussetzungen weiterhin vorliegen.

## Versicherung
Für den Betrieb eines Personenmietwagens muss eine spezielle Kfz-Haftpflichtversicherung abgeschlossen werden, welche den Bestimmungen des Personenbeförderungsgesetzes gerecht wird und eine ausreichend hohe Deckung für Haftpflichtschäden aufweist. Dabei übernimmt die Kfz-Haftpflichtversicherung für Personenmietwagen die persönliche Haftung des Unternehmers und deckt auch Personen- und Sachschäden der Fahrgäste bzw. deren Gepäck. Reine Vermögensschäden sind nur unter ganz bestimmten Umständen mitversichert. Details dazu regeln die der Versicherung zugrunde liegenden allgemeinen Kraftfahrtbedingungen (AKB).

### Versicherungsbestätigung (eVB)
Im Rahmen der Versicherungsbestätigung (eVB), welche vom Versicherungsunternehmen ausgegeben wird, wird der Mietwagen mit dem Buchstaben „M“ klassifiziert. Für die Zulassung eines Personenmietwagens wird eine derartige Versicherungsbestätigung benötigt, da nur so sichergestellt ist, dass das zukünftige Versicherungsunternehmen auch einen adäquaten Versicherungsschutz bieten kann. Im Gegensatz zur privaten Pkw-Versicherung werden Mietwagenversicherungen nur von wenigen Versicherungsgesellschaften angeboten. Der Versicherungsbeitrag ist abhängig vom Fahrzeugtyp und von der Region, in welcher der Personenmietwagen zugelassen wird.

### Schadenfreiheitsrabatt (SFR)
Bei der Versicherung von Personenmietwagen kommen in der Regel auch Schadenfreiheitsrabatte zum Tragen. Je länger das Fahrzeug ohne Schadenfälle zugelassen und genutzt wird, desto günstiger wird der Versicherungsbeitrag. Für Personenmietwägen gelten besondere SFR. Die Übernahme von privaten SFR ist nicht möglich, da der Personenmietwagen in einer höheren Fahrzeuggruppe mit deutlich erhöhtem versicherungstechnischem Risiko angesiedelt ist.